# Schröterode

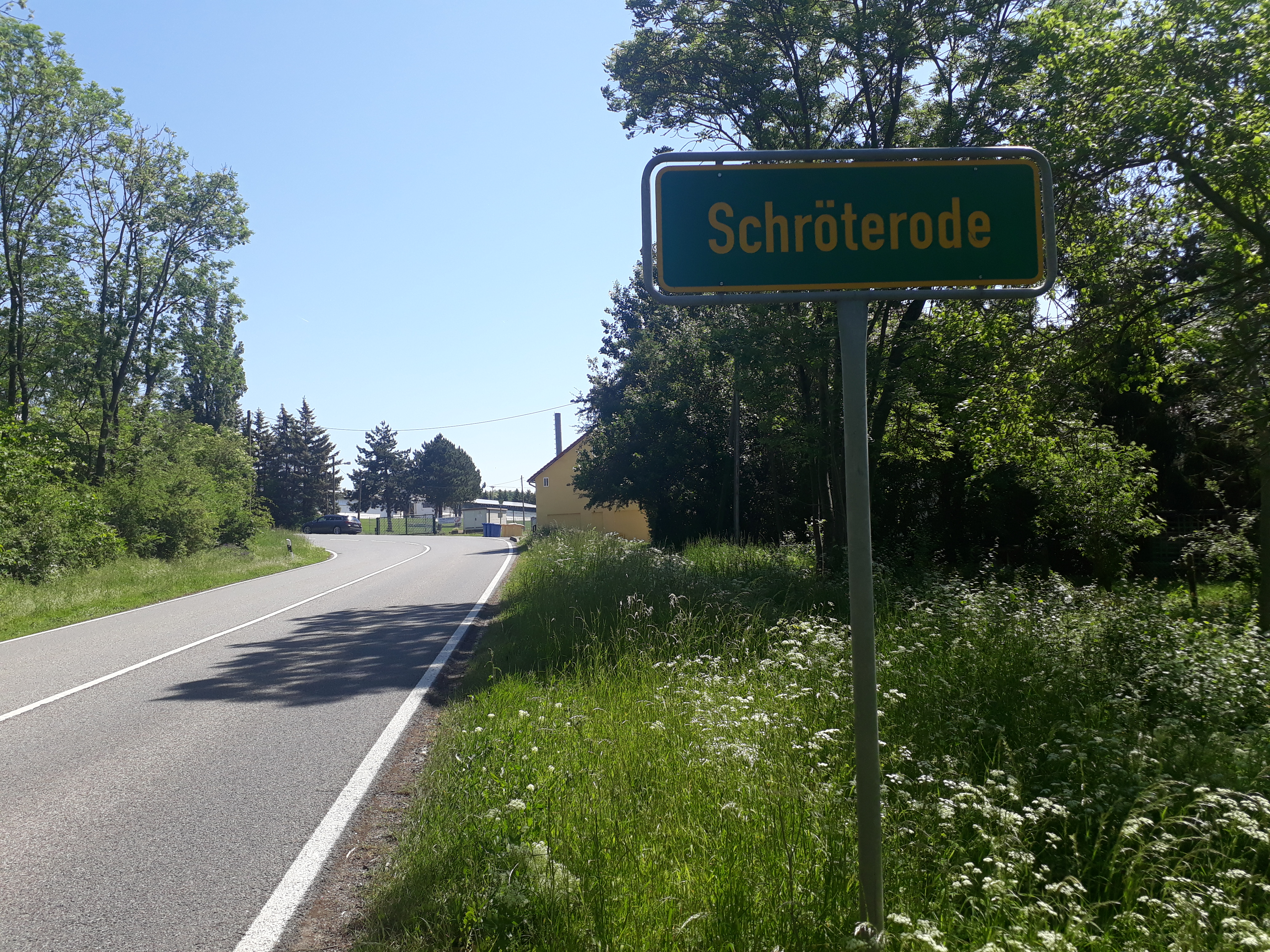
Schröterode

Schröterode ist ein Gutshof vor den Toren der Stadt Mühlhausen im Unstrut-Hainich-Kreis in Thüringen.

## Lage
Die Landesstraße 1016 nach Windeberg führt in nordöstlicher Richtung ab der Stadt zur Gutsanlage Schröterode. Sie liegt am Übergang von der nördlichen Mühlhäuser Unstrutaue zur Südabdachung des Dün unmittelbar am Südwesthang des Forstberges (395 m). Nordwestlich grenzt das NSG Flachstal an die Ortslage.

## Geschichte
Um 1250 wurde der Ort erstmals urkundlich erwähnt. Um 1790 wurde das heutige Gut errichtet.
Der Ort gehörte zum Gebiet der Reichsstadt Mühlhausen. 1802/03 kam das Gebiet zu Preußen. Zwischen 1807 und 1813 gehörte der Ort wie der Ort Reiser zum Kanton Dachrieden im Königreich Westphalen, bevor er 1816 dem Landkreis Mühlhausen i. Th. in der preußischen Provinz Sachsen angegliedert wurde, zu dem er bis 1945 gehörte.
Heute betreibt der Inhaber der landwirtschaftlichen Produktionsstätte Putenzucht.